# Endobasidium
Endobasidium är ett släkte av svampar. Endobasidium ingår i familjen Exobasidiaceae, ordningen Exobasidiales, klassen Exobasidiomycetes, divisionen basidiesvampar och riket svampar.
|              | Exobasidium                                 |
|              |                                             |
|              | Austrobasidium                              |
|              |                                             |
|              | Muribasidiospora                            |
|              |                                             |
|              | Arcticomyces                                |
|              |                                             |
| Endobasidium | \| \| Endobasidium clandestinum \| \| \| \| |
|              | \| \| Endobasidium clandestinum \| \| \| \| |
|              | Laurobasidium                               |
|              |                                             |
|              | Endobasidium clandestinum                   |
|              |                                             |

|  | Endobasidium clandestinum |
|  |                           |